# Nefilins
Els nefilins (Nephilinae) són una subfamília de la família del aranèids (Araneidae). Com a nefílids (Nephilidae) havien format una família independent. Els nefilins (Nephilinae) van ser elevats a nivell familiar i posteriorment rebaixats per Kuntner el 2006; havien format un grup dins les famílies dels aranèids i dels tetragnàtids fins que van ser separades i agrupades en una família pròpia. Van ser considerats un altre cop com una sinonímia dels araneids (Araneidae) per Dimitrov et al. l'any 2017.
Tots els nefílids renoven parcialment la seva teranyina.

## Sistemàtica
Amb la informació recollida fins al 28 de maig de 2006, aquesta subfamília té 4 gèneres 50 espècies i 25 subespècies, de les quals 27 espècies i 24 subespècies pertanyen al gènere Nephila. Són pròpies de tota la zona tropical, i viuen en tot l'hemisferi sud.
- Clitaetra Simon, 1889 (Àfrica, Madagascar, Sri Lanka)
- Herennia Thorell, 1877 (Sud d'Àsia, Austràlia)
- Nephila Leach, 1815 (Pantropical)
- Nephilengys L. Koch, 1872 (Pantropical)

### Superfamília Araneoidea
Quan eren una família, els Nefílids havien format part de la superfamília dels araneoïdeus (Araneoidea), al costat de tretze famílies més entre les quals cal destacar pel seu nombre d'espècies: linífids, aranèids, terídids, tetragnàtids i nestícids.
Les aranyes, tradicionalment, havien estat classificades en famílies que van ser agrupades en superfamílies. Quan es van aplicar anàlisis més rigorosos, com la cladística, es va fer evident que la major part de les principals agrupacions utilitzades durant el segle XX no eren compatibles amb les noves dades. Actualment, els llistats d'aranyes, com ara el World Spider Catalog, ja ignoren la classificació de superfamílies.